# اخلاص فخری
اِخلاص فخری عِماره (۲۵ ژوئیه ۱۹۴۰) شاعر، نویسنده و استاد دانشگاه مصری است. در روستای القلج در استان قلیوبیه به دنیا آمد. به دانشکدهٔ دارالعلوم دانشگاه قاهره پیوست و در رشتهٔ ادبیات عرب فارغ‌التحصیل شد، سپس در سال ۱۹۷۷ مدرک کارشناسی ارشد و در سال ۱۹۸۲ دکترا گرفت. سال‌ها در دانشکده‌های آموزش دخترانه در جده و مکه و دانشکدهٔ زبان عربی در دانشگاه ام القری کار کرد. در دانشکده مطالعات عربی و اسلامی در دانشگاه قاهره، واحد فیوم نیز به تدریس پرداخت.

## زندگی و پیشه
اخلاص فخری عِماره در بلدة القلج یکی از روستاهای استان قلیوبیه در ۲۵ ژوئیه ۱۹۴۰ به دنیا آمد. دبستان را در حومهٔ عین شمس و دبستان مقدماتی و راهنمایی را بدون ورود به مدارس رسمی، به شکل نظام منازل خواند. او به دانشکدهٔ دارالعلوم دانشگاه قاهره پیوست زیرا از میزان علاقه این مؤسسهٔ علمی به علوم عربی مطمئن بود. در سال ۱۹۷۷ مدرک کارشناسی ارشد خود را با موضوع «نوستالژی و بیگانگی در شعر مهاجرین»، سپس در سال ۱۹۸۲ با موضوع «شعر شفیق المعلوف، پژوهشی هنری» مدرک دکتری گرفت.
او به عنوان معلم در دبیرستان‌های مصر به تدریس پرداخت، سپس در دانشکدهٔ آموزش دختران در مکه، دانشکدهٔ زبان عربی در دانشگاه ام‌القری، دانشکدهٔ تعلیم و تربیت در جده کار کرد، سپس به میهنش بازگشت و به عنوان استاد در دانشگاه قاهره، شعبهٔ فیوم مشغول شد.

## شعر او
استعداد شعری او در مراحل اولیه شکوفا شد و مجموعه‌های شعری به نام‌های «پرنده مهاجر» (۱۹۸۶)، «چنین مردان» (۱۹۹۰) و «پیش از فوت وقت» (۱۹۹۹) دارد. مجموعهٔ اول او، «پرندهٔ مهاجر» شامل سی و دو شعر است که سرشار از احساس درد و امید و مفاهیم اسلامی است. او کتاب‌ها و مطالعات ادبی زیادی تألیف نمود و در همایش‌ها و انجمن‌های ادبی بسیاری شرکت کرده است.
بنا به دیدگاه هیفا الجهنی، «در جهت‌گیری شعر اخلاص به نظر من یک عامل بسیار مهمی وجود دارد که آن هم ضعف بینایی و رنج شدید او به دلیل آن است که شعر او بر اساس شکایت و ابراز درد و تسلیم در برابر سرنوشت و تقدیر و ستایش و شکیبایی در برابر مصیبت و ثواب بر می‌آید… اما در بسیاری مواقع خالی از حکمت نیست، اگرچه او عمداً قصد نداشت شعر حکمت بنویسد، بلکه خود به خود از طریق شعر عاطفی او که در آن دغدغه‌ها، دردها و غم‌های خود را بیان می‌کند، آمده است… او پیش از هر چیز شاعری وجدانی است که آنچه در دلش می‌گذشت را با شعری شیرین و صادقانه با روانی زیبا، بدون ناهماهنگی کلامی، پیچیدگی اخلاقی و محدودیت‌های تصنعی، بلکه با تعالی روانی و صمیمیت هنری بیان کرد.» به نظر خود فخری، «شعر کامل‌ترین هنرهای زیباست، زیرا با اوزان و نغمه‌هایش موسیقی را در بر می‌گیرد، با تخیل بالدار و تصاویر رنگارنگ خود نقاشی را در بر می‌گیرد، مجسمه‌سازی را با تجسم و تشحّص خود بی‌نیاز می‌کند و علاوه بر همهٔ این‌ها، به زیبایی زبان و جادوی بیان معطر است.»او همچنین نتیجه گرفت که شعر را وسیله‌ای برای تهذیب و اصلاح روح می‌داند. به نظر او، شعر برای تهذیب روح و بازگرداندن نیروهای سرکش به حواس آنهاست. شکل سرودن اشعار او بر اساس تلفیقی از بحر شعری و آزاد است. او موضعی میانه بین شعر قدیم و جدید می‌گیرد: «من طرفدار شعر سنتی هستم، به شرطی که این شعر فقط قافیه و وزن نباشد. منظورم این است که نباید یک نظم باشد. من هم از علاقه مندان به شعر نو هستم به شرطی که در حد نثر پایین نیاید و ملودی‌اش را از دست بدهد.» جهت‌گیری عاطفی شخصی او در شعر او، اسلامی بود.

## آثار
از مجموعه‌های شعری او
- الطائر المهاجر: ۱۹۸۶ و۱۹۹۱.
- وكذا الرجال: ۱۹۹۰.
- قبل فوات الوقت: ۱۹۹۹.
- همي لم يزل همي: ۲۰۰۶.

در زمینهٔ مطالعات ادبی
- الحنين والغربة في شعر المهجر: ۱۹۷۷.
- الشعر الجاهلي بين القبلية والذاتية: ۱۹۹۱.
- قراءة نقدية في الشعر العربي المعاصر: ۱۹۹۲.
- شعر شفيق معلوف: ۱۹۸۱.
- الشعر وهموم الإنسان المعاصر: ۱۹۹۲.
- في القصة القصيرة والرواية: ۱۹۹۲.
- قراءة نقدية فی الشعر العربي المعاصر: ۱۹۹۲
- الإسلام والشعر: دراسة موضوعية: ۱۹۹۲.
- استلهام القرآن الكريم في شعر أمل دنقل: ۱۹۹۷.
- من الرواد:رفاعة الطهطاوى شاعرا: ۱۹۹۷.
- نفوس عزيزة: قراءة نقدية في لامية العرب: ۲۰۰۰.
- زهرات من رياض المهجر: ۲۰۰۱.
- من اين يجئ الفرح؟: ۲۰۰۱.
- في فن الحَكْي: ۲۰۰۴.